# Politické strany v Estonsku
V Estonsku existuje vícestranický systém v němž není obvyklé, aby jedna politická strana sestavila vládu a proto musí obvykle více stran spolupracovat na sestavení koaliční vlády. 

## Strany v současném parlamentu
Současný počet stran zastoupených v estonském parlamentu (Riigikogu) je šest. Třetí a čtvrtý sloupec tabulky ukazuje počet mandátů v Riigikogu a v Evropské parlamentu. 
| Název                                                     | Ideologie                | Riigikogu | EP |
| --------------------------------------------------------- | ------------------------ | --------- | -- |
| Estonská reformní strana Eesti Reformierakond             | klasický liberalismus    | 31        | 1  |
| Estonská strana středu Eesti Keskerakond                  | centrismus               | 28        | 2  |
| Vlastenecká unie a Res Publica Isamaa ja Res Publica Liit | liberální konzervatismus | 19        | 1  |
| Sociálně demokratická strana Sotsiaaldemokraatlik Erakond | sociální demokracie      | 10        | 1  |
| Estonská strana zelených Erakond Eestimaa Rohelised       | zelená politika          | 6         | 0  |
| Estonská lidová unie Eestimaa Rahvaliit                   | agrarismus               | 6         | 0  |